# Papas arrugadas
Le papas arrugadas o arrugás (patate rugose) sono un piatto caratteristico delle Isole Canarie. Di solito è fatto con una particolare varietà di patate isolane, la papa bonita,  ma si possano utilizzare anche altre varietà presenti nell'arcipelago.

## Preparazione
Il metodo di cottura consiste nel bollire le patate senza pelarle e aggiungendo molto sale marino, in modo tale che, quando sono cotte, e una volta eliminata l'acqua rimanente, rimanga una crosta di sale sulla buccia. Possono anche essere cotte con acqua di mare, come si faceva anticamente.
Anche se di solito vengono usate come contorno per piatti di carne o pesce, in alcuni casi vengono anche servite come piatto a sé, come aperitivo, o come tapa.
Di solito vengono accompagnate a una salsa chiamata mojo e, se la qualità della patata lo consente, si possono mangiare con tutta la buccia.